# Dordrechtsynoden
Dordrechtsynoden var en synode afholdt af den reformerte kirke i Dordrecht i Nederlandene.
Synoden, som også blev kaldt "den reformerte kirkes store synode", holdtes i perioden 13. november 1618 til 19. maj 1619 i Dordrecht for at undertrykke arminianerne og fastsætte det strengt calvinistiske dogme især om prædestinationen. 
Arminianernes lære forkastedes, og de udelukkedes af samfundet. Dogmet om den absolutte prædestination fastsloges, og fem strengt ortodokse læresætninger affattedes; for de hollandske reformerte opstilledes Den belgiske Bekendelse og Heidelberg-katekismen som bekendelsesskrifter. 
Nederlandene, de fleste Schweiz-kantoner og Rhinpfalz, de franske reformerte og de engelske puritanere sluttede sig til Dordrechtsynodens beslutninger. 